# Bendis griseipennis
Bendis griseipennis är en fjärilsart som beskrevs av Augustus Radcliffe Grote 1882. Bendis griseipennis ingår i släktet Bendis och familjen nattflyn. Inga underarter finns listade i Catalogue of Life.